# Como Calcio 1997-1998
Questa voce raccoglie le informazioni riguardanti il Como Calcio nelle competizioni ufficiali della stagione 1997-1998.

## Stagione
Nella stagione 1997-1998 il Como disputa il girone A del campionato di Serie C1, raccoglie 39 punti con il decimo posto della classifica. Una stagione a due facce, un girone di andata dignitoso, chiuso con 25 punti alle spalle delle migliori, un girone di ritorno inguardabile, da ultimo della classe. Le girandole di cambi sulla panchina lariana, non hanno portato serenità nel gruppo, ma hanno creato tensioni, lasciando la sensazione che ci si poteva attendere di più, dell'anonimo decimo posto finale. La stagione è iniziata con Mario Beretta, alla settima giornata, con il Como imbattuto, e con 13 punti il tecnico viene esonerato, sostituito da Enrico Catuzzi. Il tecnico parmense resta in carica solo cinque partite, che fruttano altrettanti punti, prima di fare ritorno a Mario Beretta, senza più ritrovare però la serenità necessaria per poter raggiungere gli obiettivi prefissati. Dalla metà di marzo, il Como passa nelle mani di Giancarlo Centi coadiuvato da Roberto Galia, la coppia vi resta fino al termine del torneo. Il miglior marcatore di stagione è stato ancora Luca Cecconi autore di 10 reti in 21 partite, perché è stato messo fuori rosa ad inizio aprile, a Como in tre stagioni ha giocato 86 gare segnando 41 reti, anche questa esclusione è un segno delle tensioni che hanno attraversato il Como in questa difficile stagione. In Coppa Italia il Como esce nel primo turno eliminato nel doppio confronto dal Torino. Nella Coppa Italia di Serie C il Como entra in scena nei sedicesimi, avendo disputato ad agosto la Coppa nazionale, ma viene estromesso dalla Pro Sesto.

## Rosa
| N. |                   | Ruolo | Calciatore                |
| -- | ----------------- | ----- | ------------------------- |
|    | Italia (bandiera) | P     | Claudio Bozzini           |
|    | Italia (bandiera) | P     | Michele Nicoletti         |
|    | Italia (bandiera) | D     | Gabriele Federico Baraldi |
|    | Gambia (bandiera) | D     | Simon Barjie              |
|    | Italia (bandiera) | D     | Corrado Ferracuti         |
|    | Italia (bandiera) | D     | Giacomo Gattuso           |
|    | Italia (bandiera) | D     | Paolo Gobba               |
|    | Italia (bandiera) | D     | Alfredo Ottolina          |
|    | Italia (bandiera) | D     | Ruggero Radice            |
|    | Italia (bandiera) | D     | Francesco Rossi           |
|    | Italia (bandiera) | D     | Antonio Sconziano         |
|    | Svezia (bandiera) | C     | Hans Stefan Andreasson    |
|    | Italia (bandiera) | C     | Michele Baldi             |

| N. |                    | Ruolo | Calciatore             |
| -- | ------------------ | ----- | ---------------------- |
|    | Italia (bandiera)  | C     | Massimiliano Brizzi    |
|    | Italia (bandiera)  | C     | Stefano De Agostini    |
|    | Italia (bandiera)  | C     | Massimiliano Ferrigno  |
|    | Algeria (bandiera) | C     | Yasine Kernou          |
|    | Italia (bandiera)  | C     | Giovanni Igor Marziano |
|    | Italia (bandiera)  | C     | Omar Milanetto         |
|    | Italia (bandiera)  | C     | Michele Pedroli        |
|    | Italia (bandiera)  | C     | Gianluca Saramin       |
|    | Italia (bandiera)  | C     | Renzo Tasso            |
|    | Italia (bandiera)  | A     | Luca Cecconi           |
|    | Italia (bandiera)  | A     | Matteo Pelatti         |
|    | Italia (bandiera)  | A     | Pierpaolo Tommasini    |
|    | Italia (bandiera)  | A     | Fabio Vignaroli        |

### Calciatori ceduti durante la stagione
| N. |                   | Ruolo | Calciatore                                          |
| -- | ----------------- | ----- | --------------------------------------------------- |
|    | Italia (bandiera) | C     | Ruben Garlini (all'Alzano Virescit da ottobre 1997) |
|    | Italia (bandiera) | A     | Firmino Elia (all'Avellino da ottobre 1997)         |

## Risultati

### Campionato

#### Girone di andata
| Arbitro: | Mariani (Perugia) |

|                                  |           |  |
| S. De Agostini 39’ Vignaroli 52’ | Marcatori |  |

| Arbitro: | Linfatici (Viareggio) |

|  |           |                      |
|  | Marcatori | 37’ Cecconi 91’ Elia |

| Arbitro: | Borelli (Roma) |

|             |           |                 |
| Cecconi 93’ | Marcatori | 19’ Maffioletti |

| Arbitro: | Sciamanna (Ascoli Piceno) |

|                |           |             |
| Bertolotti 31’ | Marcatori | 92’ Cecconi |

| Arbitro: | Alvino (Salerno) |

|               |           |             |
| Cimarelli 15’ | Marcatori | 33’ Baraldi |

| Como 5 ottobre 1997 6ª giornata | Como           | 0 – 0 | Carpi | Stadio Giuseppe Sinigaglia\| Arbitro: \| Pieri (Genova) \| |
| Arbitro:                        | Pieri (Genova) |       |       |                                                            |

| Arbitro: | Esposito (Trapani) |

|  |           |            |
|  | Marcatori | 64’ Brizzi |

| Arbitro: | Ingenito (Nocera Inferiore) |

|             |           |  |
| Cecconi 54’ | Marcatori |  |

| Saronno 26 ottobre 1997 9ª giornata | Saronno               | 0 – 0 | Como | Stadio Colombo-Gianetti\| Arbitro: \| N. Ayroldi (Molfetta) \| |
| Arbitro:                            | N. Ayroldi (Molfetta) |       |      |                                                                |

| Arbitro: | Strocchia (Nola) |

|                                        |           |                                 |
| Ottolina 68’ Pelatti 71’ Vignaroli 77’ | Marcatori | 63’ (rig.) G. Ferrari 65’ Memmo |

| Arbitro: | Lombardi (Lanciano) |

|                    |           |                         |
| Milanetto 41’, 63’ | Marcatori | 19’ Trotta 78’ Polidori |

| Arbitro: | Zaltron (Bassano del Grappa) |

|                                |           |  |
| Vincioni 63’ (rig.) Scalzo 89’ | Marcatori |  |

| Arbitro: | Battaglia (Messina) |

|                     |           |                                      |
| F. Rossi 76’ (rig.) | Marcatori | 67’ Saudati 74’ Tagliani 89’ Orlando |

| Arbitro: | Pascariello (Lecce) |

|                          |           |             |
| Pessotto 1’ Catanese 31’ | Marcatori | 45’ Cecconi |

| Arbitro: | Pirrone (Messina) |

|                         |           |  |
| Cecconi 52’ Pelatti 65’ | Marcatori |  |

| Arbitro: | Alvino (Salerno) |

|                            |           |              |
| Schiavon 31’ M. Morfeo 65’ | Marcatori | 38’ F. Rossi |

| Como 11 gennaio 1998 17ª giornata | Como               | 0 – 0 | Fiorenzuola | Stadio Giuseppe Sinigaglia\| Arbitro: \| Palmieri (Cosenza) \| |
| Arbitro:                          | Palmieri (Cosenza) |       |             |                                                                |

#### Girone di ritorno
| Arbitro: | Verrucci (Fermo) |

|               |           |               |
| D'Ainzara 59’ | Marcatori | 6’ Andreasson |

| Arbitro: | Castellani (Verona) |

|             |           |                                                 |
| Cecconi 68’ | Marcatori | 34’ (rig.), 86’ Grabbi 40’ Putelli 88’ Malaguti |

| Arbitro: | Strocchia (Nola) |

|           |           |  |
| Taldo 54’ | Marcatori |  |

| Arbitro: | Zenere (Schio) |

|             |           |              |
| Cecconi 47’ | Marcatori | 59’ Trapella |

| Arbitro: | Gazzi (Torino) |

|  |           |               |
|  | Marcatori | 22’ Cimarelli |

| Arbitro: | Benedetto (Messina) |

|                                |           |            |
| Bernardi 7’ E. Sala 87’ (rig.) | Marcatori | 34’ Brizzi |

| Arbitro: | Mariani (Perugia) |

|                         |           |  |
| Cecconi 22’ (rig.), 89’ | Marcatori |  |

| Arbitro: | Manari (Teramo) |

|          |           |  |
| Bosi 60’ | Marcatori |  |

| Arbitro: | Cicoianni (Ascoli Piceno) |

|  |           |                         |
|  | Marcatori | 20’ Grossi 83’ Molinari |

| Arbitro: | Girardi (San Donà di Piave) |

|                                   |           |            |
| G. Ferrari 22’ (rig.), 83’ (rig.) | Marcatori | 45+1’ Elia |

| Arbitro: | Ambrosino (Torre del Greco) |

|             |           |  |
| G. Rossi 7’ | Marcatori |  |

| Arbitro: | Lion (Padova) |

|                        |           |                     |
| Ferracuti 34’ Elia 65’ | Marcatori | 95’ (rig.) Vincioni |

| Lecco 19 aprile 1998 30ª giornata | Lecco             | 0 – 0 | Como | Stadio Mario Rigamonti\| Arbitro: \| Pirrone (Messina) \| |
| Arbitro:                          | Pirrone (Messina) |       |      |                                                           |

| Como 26 aprile 1998 31ª giornata | Como           | 0 – 0 | Cremonese | Stadio Giuseppe Sinigaglia\| Arbitro: \| Pieri (Genova) \| |
| Arbitro:                         | Pieri (Genova) |       |           |                                                            |

| Arbitro: | Gabriele (Frosinone) |

|                                                                   |           |               |
| A. Bianchi 14’ Comandini 19’ Agostini 45+3’ Gadda 67’ Masitto 87’ | Marcatori | 33’ Vignaroli |

| Prato 10 maggio 1998 33ª giornata | Como                         | 0 – 0 | Prato | Stadio Lungobisenzio\| Arbitro: \| Zaltron (Bassano del Grappa) \| |
| Arbitro:                          | Zaltron (Bassano del Grappa) |       |       |                                                                    |

| Arbitro: | Borelli (Roma) |

|  |           |           |
|  | Marcatori | 67’ Baldi |

## Coppa Italia
| Arbitro: | Racalbuto (Gallarate) |

|                                                                   |           |                             |
| S. De Agostini 10’ Ottolina 33’ Milanetto 42’ Martelli 62’ (aut.) | Marcatori | 30’ Carparelli 56’ Ferrante |

| Arbitro: | Rodomonti (Teramo) |

|                                |           |  |
| Foglia 68’, 74’ Carparelli 85’ | Marcatori |  |

### Coppa Italia Serie C
| Arbitro: | Griselli (Livorno) |

|                                                 |           |             |
| Meda 21’ Ambrosoni 27’ Taribello 36’ Maiolo 85’ | Marcatori | 63’ Pelatti |

| Arbitro: | Tomasi (Conegliano) |

|  |           |                                     |
|  | Marcatori | 7’, 80’ Maiolo 67’ (rig.) Ambrosoni |